# Richelieu (Indre y Loira)
Richelieu es una localidad francesa del departamento de Indre y Loira en la región Centro (Francia). Está situada al sur de Chinon y al oeste de Sainte-Maure-de-Touraine. Fue creada por el cardenal Richelieu en 1631 y está considerada una obra maestra del urbanismo del siglo XVII. La Fontaine la denominaba "el pueblo más bonito del universo".
Ocupa una superficie de 509 hectáreas, en gran parte dedicadas a la agricultura. En 2006 tenía 1993 habitantes.

## Una ciudad nueva delsigloXVII
Después de haber rescatado el pueblo de sus antepasados, el cardenal Richelieu confió al arquitecto Jacques Lemercier, constructor de La Sorbona y del Palacio del Cardenal (Palais-Cardinal) —actualmente el Palacio Real (Palais-Royal) de París—, la tarea de concebir y realizar un castillo y una ciudad nueva que reflejaran su poder y ambición.
Consiguió de Luis XIII la autorización de construir un burgo amurallado con fosos alrededor y un mercado en donde se celebraban cuatro ferias anuales y dos mercadillos semanales.
La construcción del conjunto duró de 1631 a 1642, fecha en que murió el cardenal, movilizando a más de 2000 obreros. La ciudad, organizada sobre un plan hipodámico, cubría una superficie rectangular de 700 m de largo por 500 de ancho. Al interior del recinto amurallado se accedía por tres puertas monumentales, pero se levantó una cuarta puerta falsa para respetar la simetría del conjunto, tan típico del Gran Siglo. La planta urbana se articula alrededor de dos plazas siméticas: la plaza Real (hoy día, place des Religieuses) y la plaza del Cardenal (actualmente place du Marché).
Dentro de esta «villa ideal» del XVII se conserva una iglesia barroca y 28 palacetes particulares, por lo que se han fijado en la actualidad determinadas medidas de protección arquitectónica. 
También cuenta con un parque de 475 hectáreas, principalmente cubierto por plátanos y castaños de India, que añade al conjunto un paisaje pintoresco, pudiéndose navegar además por los canales de agua existentes.
A día de hoy (2020) tiene aproximadamente 1800 habitantes.

## Demografía
|      |           |
| Año  | Población |
| 1793 | 3.205     |
| 1800 | 3.152     |
| 1806 | 3.117     |
| 1821 | 2.817     |
| 1831 | 2.782     |
| 1836 | 2.914     |
| 1841 | 2.820     |
| 1846 | 2.660     |
| 1851 | 2.649     |
| 1856 | 2.593     |
| 1861 | 2.601     |
| 1866 | 2.641     |
| 1872 | 2.542     |
| 1876 | 2.418     |
| 1881 | 2.423     |
| 1886 | 2.471     |
| 1891 | 2.364     |
| 1896 | 2.318     |
| 1901 | 2.305     |
| 1906 | 2.281     |
| 1911 | 2.124     |
| 1921 | 1.957     |
| 1926 | 1.861     |
| 1931 | 1.698     |
| 1936 | 1.782     |
| 1946 | 1.915     |
| 1954 | 2.051     |
| 1962 | 2.305     |
| 1968 | 2.214     |
| 1975 | 2.444     |
| 1982 | 2.433     |
| 1990 | 2.223     |
| 1999 | 2.165     |
| 2006 | 1.993     |

Données démographiques 2006</ref>

## Ciudades hermanadas
- Richelieu (Canadá).
- Schaafheim (Alemania).